# 166e régiment d'infanterie « Hesse-Hombourg »
Pour les articles homonymes, voir 166e régiment.
Le 166e régiment d'infanterie « Hesse-Hombourg » est une grande unité de l'armée prussienne.

## Histoire
Le 1er avril 1897, l'armée prussienne est agrandie sur ordre du haut commandement de l'armée et le régiment est formé des bataillons des 81e (de), 87e (de), 88e régiments d'infanterie et du 80e régiment de fusiliers à Bitche
Jusqu'en 1899, le régiment dépend de la 83e brigade d'infanterie (de) à Erfurt, de la 21e division d'infanterie à Francfort-sur-le-Main et du 11e corps d'armée à Cassel. Ensuite, il fait partie jusqu'en 1909 du 18e corps d'armée à Francfort et de la 42e brigade d'infanterie. Il est ensuite subordonné jusqu'en 1914 au 15e corps d'armée à Strasbourg, à la 31e division d'infanterie à Strasbourg et la 62e brigade d'infanterie (de). En août 1914, le régiment doit mettre en place un dépôt de remplacement dans le cadre de la mobilisation. Au début de la guerre, le rapport de subordination est modifié et la brigade/division est affectée au 21e corps d'armée et la 6e armée.

### Opérations de combat, escarmouches et batailles

#### 1914 à janvier 1915 Front occidental
- 31 juillet au 8 août – protection des frontières avec la France
- 8 au 19 août – Bataille des gardes-frontières en Lorraine
- 20-22 août – Bataille de Lorraine
- 22 août au 14 septembre – Bataille de Nancy-Épinal
- 23 septembre au 6 octobre – Bataille de la Somme
- 7 au 10 octobre - Guerre de tranchées à l'ouest de Saint-Quentin
- à partir du 7 octobre - Guerre de tranchées sur la Somme
- jusqu'au 18 janvier - Guerre de tranchées sur la Somme
- 19 janvier au 2 février – Transport vers l'Est

#### 4 février 1915 au 17 décembre 1917 Front de l'Est
- 4 au 22 février – Seconde bataille des lacs de Mazurie
- 23 février au 6 mars – Bataille sur la Bobr
- 9 au 12 mars – Bataille de Sejny
- 25 au 30 mars – Bataille de Krasnopol et Krasne
- 31 mars au 20 juillet – Stellungskämpfe zwischen Augustów, Mariampol und Pilwiszki
- 21 juillet au 7 août – Bataille sur la Jesia et de Wejwery
- 8 au 18 août – Siège de Kowno
- 19 août au 8 septembre – Bataille du Niémen
- 9 septembre au 2 octobre – Bataille de Wilna
- 3 octobre 1915 au 5 décembre 1917 – Guerre de tranchées entre Krewo-Smorgon-Narotsch et Tweretsch
- 6 au 17 décembre – Cessez-le-feu et transport à l'Ouest

#### Du 18 décembre 1917 au 11 novembre 1918 Front occidental
- à partir du 18 décembre - Guerre de tranchées en Flandre
- jusqu'au 9 avril - Guerre de tranchées en Flandre
- 10 au 29 avril - Bataille du Kemmel
- 30 avril au 27 juillet – Guerre de tranchées en Flandre
- 29 juillet au 11 septembre - Guerre de tranchées entre Meuse et Moselle
- 12 au 14 septembre – Batailles d'évasion de l'Arc Mihiel
- 15 septembre au 10 octobre - Guerre de tranchées dans la plaine de la Woëvre et à l'ouest de la Moselle
- 11 au 28 octobre - Guerre de tranchées sur les hauteurs à l'ouest de la Moselle
- 29 au 31 octobre – Combats défensifs entre Argonne et Meuse
- 29 octobre au 11 novembre - Bataille défensive en Champagne et sur la Meuse
  - 1er au 11 novembre - Combats défensifs entre Aire et Meuse, combats de retraite et passage sur la rive droite de la Meuse
- à partir du 12 novembre – évacuation du territoire occupé et marche vers le retour

### Commandants du régiment
| Nom de famille                         | Date              |
| -------------------------------------- | ----------------- |
| Oberst Richard Lorenz                  | 1er avril 1897    |
| Georg von Tempski                      | 18 avril 1900     |
| Erich Tülff von Tschepe und Weidenbach | 4 février 1904    |
| Franz von Branconi (de)                | 11 septembre 1908 |
| Paul Scholz                            | 27 janvier 1911   |
| Paul Hucke                             | 1er octobre 1913  |
| Paul von Joeden                        | 18 octobre 1914   |
| Albert Karl Spalding                   | 21 avril 1915     |
| Carl Maaß                              | 24 avril 1915     |
| Oberstleutnant Dieckmann               | 29 juin 1915      |
| Erich Sittig von Hopffgarten           | 2 février 1916    |
| Karl Auer von Herrenkirchen (de)       | 12 mai 1916       |
| Oberstleutnant Pohlmann                | 7 septembre 1916  |
| Joachim von Schlichting                | 9 mai 1919        |

### Divers
En 1924, la cour martiale de Nancy prononce plusieurs condamnations à mort contre des officiers allemands qui auraient participé à l'exécution massive de Gerbéviller. Cela vaut également pour l'ancien commandant du régiment Paul Hucke. Ces jugements (incorrects) sont portés dans l'ignorance des structures de commandement des unités allemandes. Paul Heinrich Rosenthal (1849-1909) est médecin d'état-major du 166e régiment d'infanterie. Georg Theodor Bauer (de) est commandant de compagnie dans le régiment en 1908.